# Chapelle Thorncrown
La chapelle Thorncrown (en anglais, Thorncrown Chapel) est une chapelle construite en 1980 et située à Eureka Springs, Arkansas, aux États-Unis ; elle est l'œuvre de l'architecte E. Fay Jones (en).

## Description

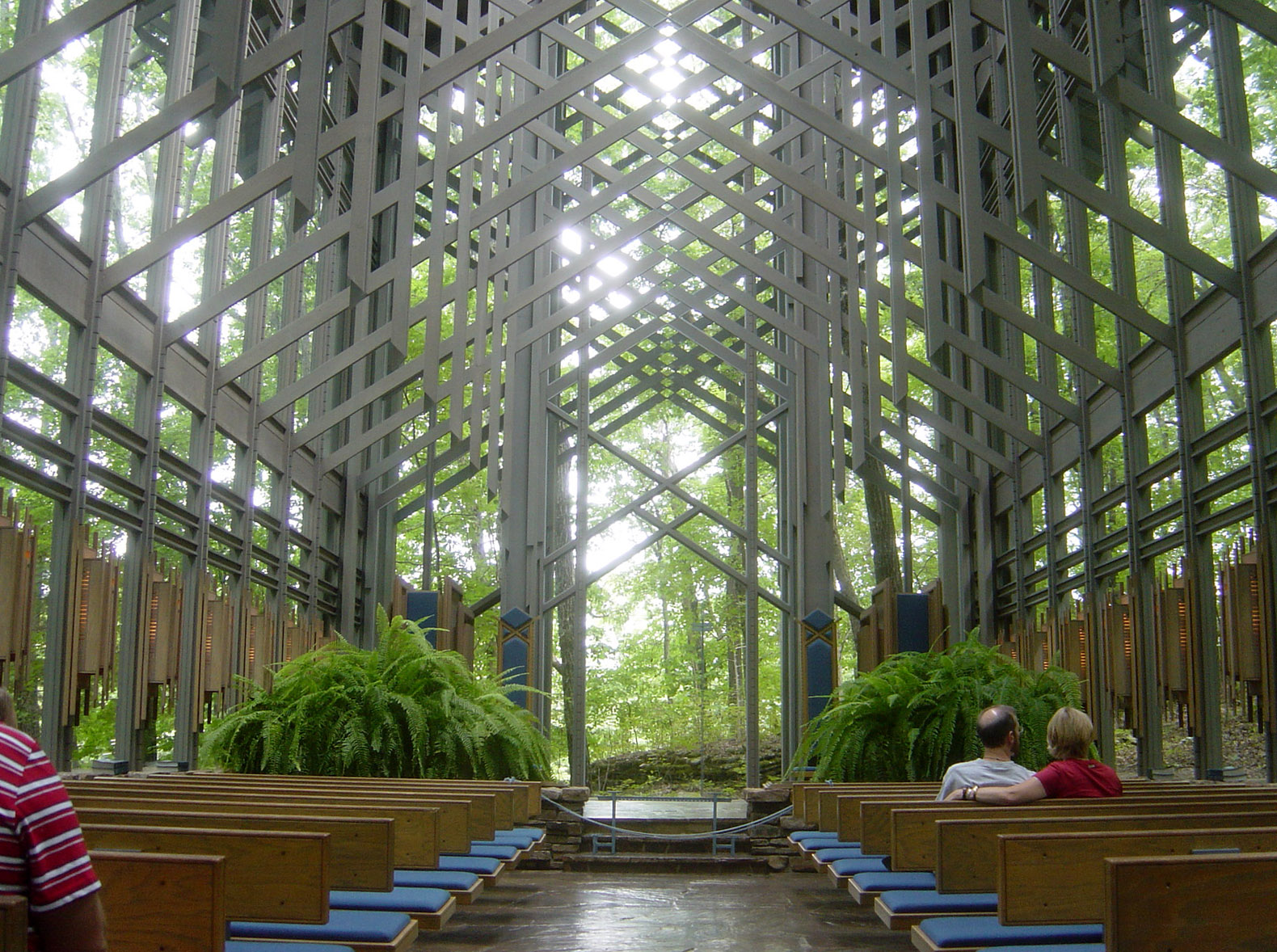
Intérieur de la chapelle.

La chapelle se situe à 2 km au nord-ouest de la ville d'Eureka Springs, dans le nord de l'Arkansas, sur la route 62. 
L'édifice est construit principalement en bois et autres matériaux propres au nord-ouest de l'Arkansas, afin de minimiser les coûts de transports. Bien qu'elle ressemble à une structure ouverte à l'air libre, il s'agit d'un espace clos, entouré de vitres.
La chapelle est dédiée à la Sainte Couronne (Crown of thorns en anglais, « couronne d'épines »).

## Historique
La chapelle est une commande de Jim Reed, instituteur retraité. Elle est l'œuvre de l'architecte E. Fay Jones (en). Construite en 1980, sa composition rappelle la Prairie School, mouvement architectural popularisé par Frank Lloyd Wright, dont Jones était un apprenti.
L'édifice est inscrit au Registre national des lieux historiques en 2000 ; d'ordinaire, les édifices de moins de 50 ans ne peuvent pas y être inscrits, à moins d'être significativement importants. En 2006, la chapelle est sélectionnée pour le Twenty-five Year Award par l'American Institute of Architects, récompensant les structures qui ont eu une influence significative sur la profession.